# فرودگاه آبی فورت مک‌موری
فرودگاه آبی فورت مک‌موری (به انگلیسی: Fort McMurray Water Aerodrome) یک فرودگاه همگانی است که یک باند فرود آب دارد. این فرودگاه در شهر فورت مک‌موری کشور کانادا قرار دارد و در ارتفاع ۲۴۲ متری از سطح دریا واقع شده‌است.